# Voyages et aventures des trois princes de Serendip
Voyages et aventures des trois princes de Serendip, communément appelé Les Trois Princes de Serendip, est un conte persan publié en 1557 par l'imprimeur vénitien Michele Tramezzino, sous le titre Peregrinaggio di tre giovani figliuoli del re di Serendippo (La Pérégrination des trois jeunes fils du roi de Serendip).

## Origines du conte
Serendip désignait en vieux persan l'île de Ceylan, de nos jours Sri Lanka : le mot est transformé en Sarandib en arabe, venant du tamoul Seren deevu, qui vient lui-même du sanscrit Suvarnadweepa signifiant « île dorée. »
Les Trois Princes de Serendip est présenté sur sa page de titre comme traduit du persan en italien par Cristoforo Armeno. Certains ont pu douter de l'existence de Christophe l’Arménien, mais une double enquête a permis de retrouver d'une part, dans les archives du Vatican, le laissez-passer qui lui a été délivré en 1552 par le pape Jules III ; d'autre part, dans les archives de Venise, la trace d’un Arménien possédant une bonne maîtrise des langues orientales, payé régulièrement comme interprète par la république de Venise et en outre ami proche de Giuseppe Tramezzino, le propre neveu de l’éditeur du Peregrinaggio.
Ce conte oriental fut publié en italien en 1557 par l'éditeur vénitien Michele Tramezzino. Il rencontra un grand succès, puisqu'une deuxième édition parut en 1584, ainsi qu'une traduction en allemand en 1583 et une première traduction en français en 1610. Une deuxième traduction-adaptation en français, par Louis de Mailly, est publiée en 1719, « enrichie » de nouveaux épisodes. C'est sur elle que se fonda la première version anglaise, parue en 1722 sous le titre Travels and Adventures of Three Princes of Sarendip.
Les Trois Princes de Serendip raconte l'histoire de trois hommes partis en mission, qui, sur leur chemin, ne cessent de trouver des indices en apparence sans rapport avec leur objectif, mais en réalité nécessaires.
Il s'inspire d'épisodes de la vie du roi de Perse Vahram V, qui régna sur l'Empire sassanide de 420 à 438. Des anecdotes sur son règne sont rapportées sur un mode épique dans des œuvres poétiques comme Shahnameh (Livre des Rois) de Firdausi (1010), Haft Paykar  (Les Sept Beautés) de Nizami (1197) ou encore Hasht Bihisht (Les Huit Jardins du paradis) d'Amir Khusrau (1302). Ces poèmes sont en partie basés sur des faits historiques avec des embellissements empruntés au folklore remontant à des siècles de tradition orale de l'Inde et aux contes des Mille et Une Nuits. L'histoire du chameau (voir ci-dessous) est la plus connue. Il est difficile de se procurer des traductions des autres épisodes.

L'histoire raconte que le roi de Serendip envoie ses trois fils à l'étranger parfaire leur éducation. En chemin, ils ont de nombreuses aventures au cours desquelles ils utilisent des indices souvent très ténus grâce auxquels ils remontent logiquement à des faits dont ils ne pouvaient avoir aucune connaissance par ailleurs. Ils sont ainsi capables de décrire précisément un chameau qu'ils n'ont pas vu :

« J'ai cru, seigneur, que le chameau était borgne, en ce que j'ai remarqué d'un côté que l'herbe était toute rongée, et beaucoup plus mauvaise que celle de l'autre, où il n'avait pas touché ; ce qui m'a fait croire qu'il n'avait qu'un œil, parce que, sans cela, il n'aurait jamais laissé la bonne pour manger la mauvaise. »

Ce conte a inspiré le Zadig (1748) de Voltaire, où le héros décrit de manière détaillée une chienne et un cheval en déchiffrant des traces sur le sol ; il est accusé de vol et se disculpe en refaisant de vive voix le travail mental effectué. Cependant Zadig va plus loin que les trois princes de Serendip en ce sens qu'il utilise la science de son temps, un « profond et subtil discernement », pour parvenir à ses conclusions. Voltaire n'évoque pas le hasard mais parle d'une « bizarrerie de la providence ». Il introduit également le suspense dans son récit, alors que dans la tradition du conte oriental le lecteur est averti dès le départ que les trois frères n'ont pas vu l'animal, ce qui renforce le raisonnement indiciaire de Zadig pour se rapprocher de la méthode scientifique.

### La sérendipité
Ce conte a donné lieu, en 1754, à la création par Horace Walpole - qui, enfant, avait lu la version en français - du mot serendipity (traduit par « sérendipité » en français).
Dans l'histoire du chameau, les trois princes utilisent les traces laissées par l'animal (qu'ils n'ont jamais vu) pour le décrire avec précision (boiteux, borgne, ayant une dent en moins, transportant une femme enceinte, chargé de miel d'un côté et de beurre de l'autre). Cependant, les inférences issues de cette succession de raisonnements inductifs ne constituent qu'une part de ce que la sérendipité offrira aux trois frères dans le reste du conte. Leur intelligence et leur sagacité font qu'ils sont sur le point d'être exécutés par Vahram Gur sous l'accusation d'avoir volé le chameau. Soudainement, et sans que personne soit venu le chercher, un voyageur fait irruption pour déclarer qu'il a vu le chameau en question errer dans le désert. Vahram gracie alors les trois princes, les comble de somptueux présents et les nomme conseillers. Ce sont ces récompenses non recherchées (« serendipiteuses ») qui sont le résultat final de leur sagacité.
On trouve d'autres exemples où les trois princes reçoivent des récompenses qu'ils ne cherchaient pas (mariages avec de belles princesses, royaumes, richesse, etc.) pour leurs découvertes, astucieuses ou accidentelles. Si celles-ci sont dues à leur capacité de raisonnement, les récompenses non cherchées viennent plus tard. Ainsi, lorsqu'ils rencontrent par hasard et délivrent une jeune esclave dans la forêt, il s'agit aussi d'une situation « serendipiteuse ». Leur déduction que cette esclave serait en réalité une princesse ne tient pas de la sérendipité : la conséquence (inattendue) survient ultérieurement, lorsqu'ils reçoivent de somptueux cadeaux.

## Résumé de l'histoire du chameau
« Les trois fils du roi de Serendip refusèrent après une solide éducation de succéder à leur père. Le roi alors les expulsa.
Ils partirent à pied pour voir des pays différents et bien des choses merveilleuses dans le monde.
Un jour, ils passèrent sur les traces d'un chameau. L'aîné observa que l'herbe à gauche de la trace était broutée mais que l'herbe de l'autre côté ne l'était pas. Il en conclut que le chameau ne voyait pas de l'œil droit. Le cadet remarqua sur le bord gauche du chemin des morceaux d'herbes mâchées de la taille d'une dent de chameau. Il reconnut alors que le chameau aurait perdu une dent. Du fait que les traces d'un pied de chameau étaient moins marquées dans le sol, le benjamin inféra que le chameau boitait.
Tout en marchant, un des frères observa des colonnes de fourmis ramassant de la nourriture. De l'autre côté, un essaim d'abeilles, de mouches et de guêpes s'activait autour d'une substance transparente et collante. Il en déduisit que le chameau était chargé d'un côté de beurre et de l'autre de miel. Le deuxième frère découvrit des signes de quelqu'un qui s'était accroupi. Il trouva aussi l'empreinte d'un petit pied humain auprès d'une flaque humide. Il toucha cet endroit mouillé et il fut aussitôt envahi par un certain désir. Il en conclut qu'il y avait une femme sur le chameau. Le troisième frère remarqua les empreintes des mains, là où elle avait uriné. Il supposa que la femme était enceinte car elle avait utilisé ses mains pour se relever.
Les trois frères rencontrèrent ensuite un conducteur de chameau qui avait perdu son animal. Comme ils avaient déjà relevé beaucoup d'indices, ils lancèrent comme boutade au chamelier qu'ils avaient vu son chameau et, pour crédibiliser leur blague, ils énumérèrent les sept signes qui caractérisaient le chameau. Les caractéristiques s'avérèrent toutes justes. Accusés de vol, les trois frères furent jetés en prison. Ce ne fut qu'après que le chameau fut retrouvé sain et sauf par un villageois, qu'ils furent libérés.
Après beaucoup d'autres voyages, ils rentrèrent dans leur pays pour succéder à leur père. »

— Fragment résumé du conte Les Pérégrinations des trois fils du roi de Serendip d'Amir Khusrau, poète persan. (Premier conte du recueil Hasht Bihisht, « Les Huit Paradis », 1302.)